# Municipio de Canada (Kansas)
El municipio de Canadá (en inglés: Canada Township) es un municipio ubicado en el condado de Labette en el estado estadounidense de Kansas. En el año 2010 tenía una población de 194 habitantes y una densidad poblacional de 1,88 personas por km².

## Geografía
El municipio de Canadá se encuentra ubicado en las coordenadas 37°6′45″N 95°27′2″O / 37.11250, -95.45056. Según la Oficina del Censo de los Estados Unidos, el municipio tiene una superficie total de 103.36 km², de la cual 103,13 km² corresponden a tierra firme y (0,22 %) 0,23 km² es agua.

## Demografía
Según el censo de 2010, había 194 personas residiendo en el municipio de Canadá. La densidad de población era de 1,88 hab./km². De los 194 habitantes, el municipio de Canadá estaba compuesto por el 96,91 % blancos, el 0,52 % eran afroamericanos, el 1,55 % eran amerindios y el 1,03 % eran de una mezcla de razas. Del total de la población el 2,06 % eran hispanos o latinos de cualquier raza.